# Opérateur de décalage
Les opérateurs de décalage (en anglais : les shifts) sont des opérateurs linéaires qui interviennent en analyse fonctionnelle, une branche des mathématiques.
Le plus souvent mentionné est l'opérateur de décalage unilatéral, un opérateur borné non normal particulier, sur un espace de Hilbert muni d'une base hilbertienne infinie dénombrable.

## Définitions
Tout espace de Hilbert séparable de dimension infinie (sur K = ℝ ou ℂ) est de dimension hilbertienne dénombrable, c'est-à-dire qu'il est isomorphe à l'espace ℓ2(I) des suites de carré sommable à valeurs dans K, indexées par un ensemble I infini dénombrable, par exemple I = ℕ ou ℤ.
Le décalage unilatéral, ou shift unilatéral, ou simplement shift, est l'opérateur
{\displaystyle S:\ell ^{2}(\mathbb {N} )\to \ell ^{2}(\mathbb {N} ),\quad (a_{n})_{n\in \mathbb {N} }\mapsto (0,a_{0},a_{1},\ldots ).}
Le décalage bilatéral est l'opérateur
{\displaystyle W:\ell ^{2}(\mathbb {Z} )\to \ell ^{2}(\mathbb {Z} ),\quad (a_{n})_{n\in \mathbb {Z} }\mapsto (a_{n-1})_{n\in \mathbb {Z} }.}
Le shift unilatéral S est donc la restriction du shift bilatéral W à ℓ2(ℕ), vu comme sous-espace de ℓ2(ℤ) en complétant par des zéros toute suite indexée par ℕ pour la transformer en une suite indexée par ℤ.

## Propriétés du décalage bilatéral
Le shift bilatéral W est un opérateur unitaire. Son spectre est le cercle unité tout entier. Aucune de ses valeurs spectrales n'est valeur propre.

## Propriétés du décalage unilatéral
Le shift unilatéral S est une isométrie non surjective : son image est l'ensemble des suites de ℓ2(ℕ) de premier terme nul.
Son adjoint est
{\displaystyle S^{*}:\ell ^{2}(\mathbb {N} )\to \ell ^{2}(\mathbb {N} ),\quad (a_{n})_{n\in \mathbb {N} }\mapsto (a_{1},a_{2},\ldots )}
donc S*S = id tandis que SS* est la projection orthogonale sur l'image de S.
Tout opérateur unitaire est à distance 2 de S,.

### Spectre
Le spectre de S est le disque unité fermé. Aucune valeur spectrale n'est valeur propre et l'ensemble des valeurs propres approchées est le cercle unité. L'ensemble des valeurs spectrales résiduelles est donc le disque ouvert.
Le spectre de S* est également le disque unité fermé et le cercle unité est encore l'ensemble des valeurs propres approchées mais cette fois, tout élément du disque ouvert est une valeur propre, le sous-espace propre associé à λ étant la droite vectorielle des suites géométriques de raison λ.

### Opérateur de Fredholm
Le shift S est un opérateur de Fredholm (d'indice –1), autrement dit (cf. Théorème d'Atkinson) son image π(S) dans l'algèbre de Calkin est inversible. π(S) est même un unitaire de cette algèbre puisque id – S*S = 0 et id – SS* est de rang 1. Le spectre de π(S) est le cercle unité.

### Décomposition deWold
Soient H et H' deux espaces de Hilbert. Deux opérateurs T ∈ B(H) et T' ∈ B(H') sont dits unitairement équivalents s'il existe un opérateur unitaire U : H' → H tel que T' = U*TU. Cette notion permet de décrire toutes les isométries sur H : ce sont essentiellement les sommes directes d'un opérateur unitaire et de plusieurs copies de S. Plus précisément :

Pour toute isométrie T sur H, il existe une décomposition de H en somme directe {\displaystyle G\oplus \bigoplus _{i\in I}H_{i}} de sous-espaces stables telle que {\displaystyle T|_{G}} soit unitaire et chaque {\displaystyle T|_{H_{i}}} soit unitairement équivalent au shift S.
Le sous-espace {\displaystyle G=\cap _{n\in \mathbb {N} }\,T^{n}(H)} peut être nul. L'autre cas extrême est celui où G = H, ou encore I = ∅, c'est-à-dire où T est unitaire.
La décomposition {\displaystyle G^{\bot }=\oplus _{i\in I}H_{i}} n'est pas unique. On peut l'obtenir en choisissant une base hilbertienne {\displaystyle (e_{i})_{i\in I}} de {\displaystyle \ker(T^{*})} et en prenant pour {\displaystyle H_{i}} le sous-espace de base hibertienne {\displaystyle (T^{n}(e_{i}))_{n\in \mathbb {N} }}.

### Représentation sur l'espace de Hardy
L'espace de Hardy H2(𝔻) est un espace de Hilbert isomorphe à ℓ2(ℕ), car il peut être vu comme un sous-espace de l'espace L2 du cercle unité, une base hilbertienne de ce sous-espace étant constituée des applications {\displaystyle e_{n}:z\mapsto z^{n},n\in \mathbb {N} }. Via cet isomorphisme, le shift S est unitairement équivalent à l'opérateur de multiplication par e1 sur H2(𝔻).